# 東京都道新宿副都心十三号線

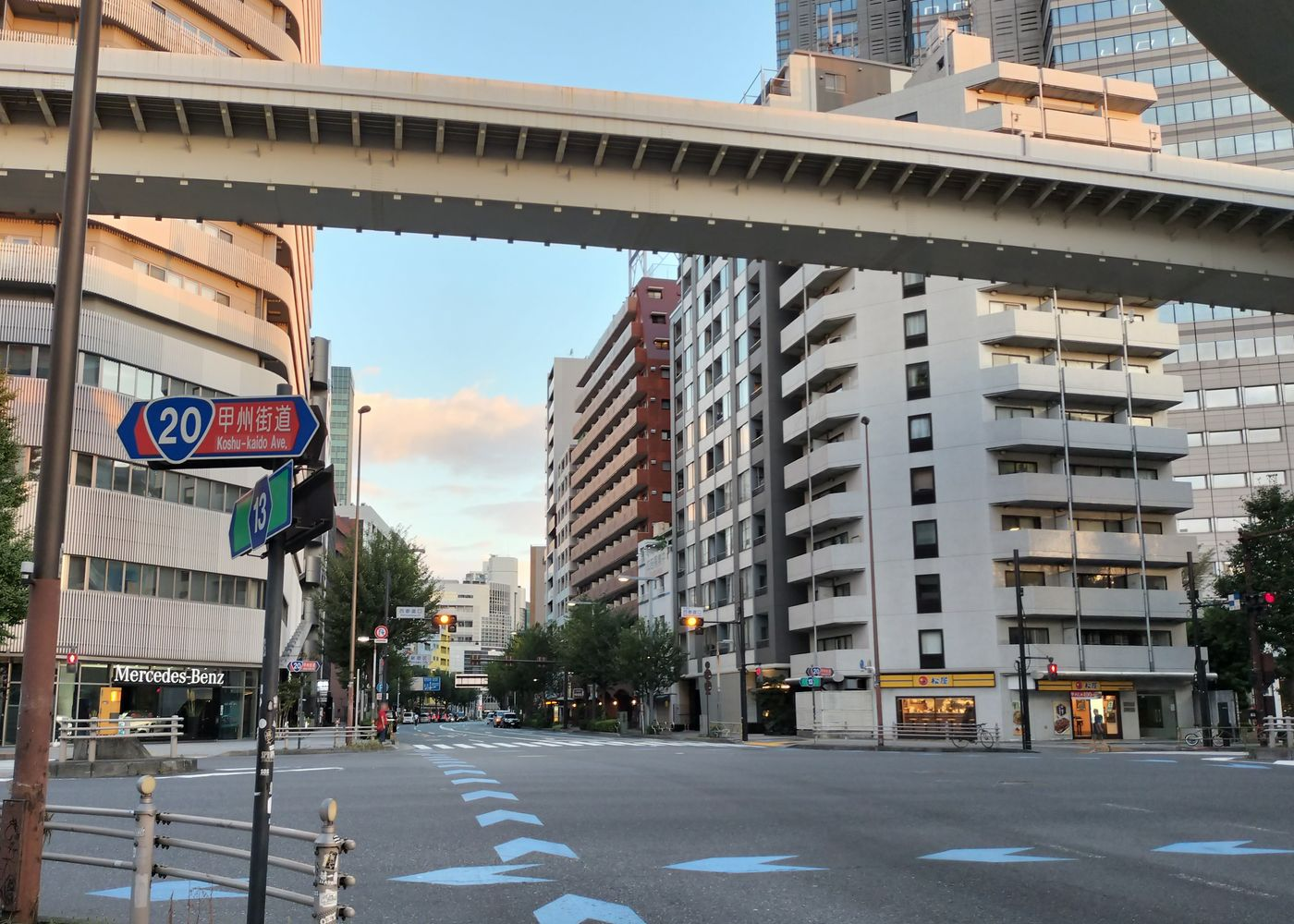
起点である西参道口交差点

東京都道新宿副都心十三号線（とうきょうとどう しんじゅくふくとしんじゅうさんごうせん）は、東京都新宿区西新宿の西側部分を南北に貫く東京都道。通称は「十二社（じゅうにそう）通り」。

## 概要
西新宿の副都心地区を南北に貫いている。整理コードは3513。

### 路線データ
- 起点 : 東京都新宿区西新宿三丁目（西参道口交差点）
- 終点 : 東京都新宿区西新宿六丁目（成子坂下交差点）
- 路線延長 : 1,348 m
- 通過する自治体 : 東京都新宿区

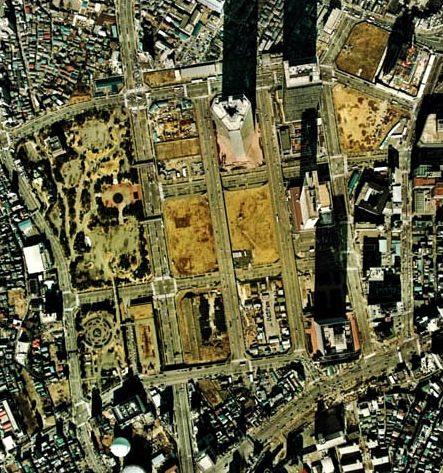
1974年の空中写真。左端の縦方向の道路が十二社通り。
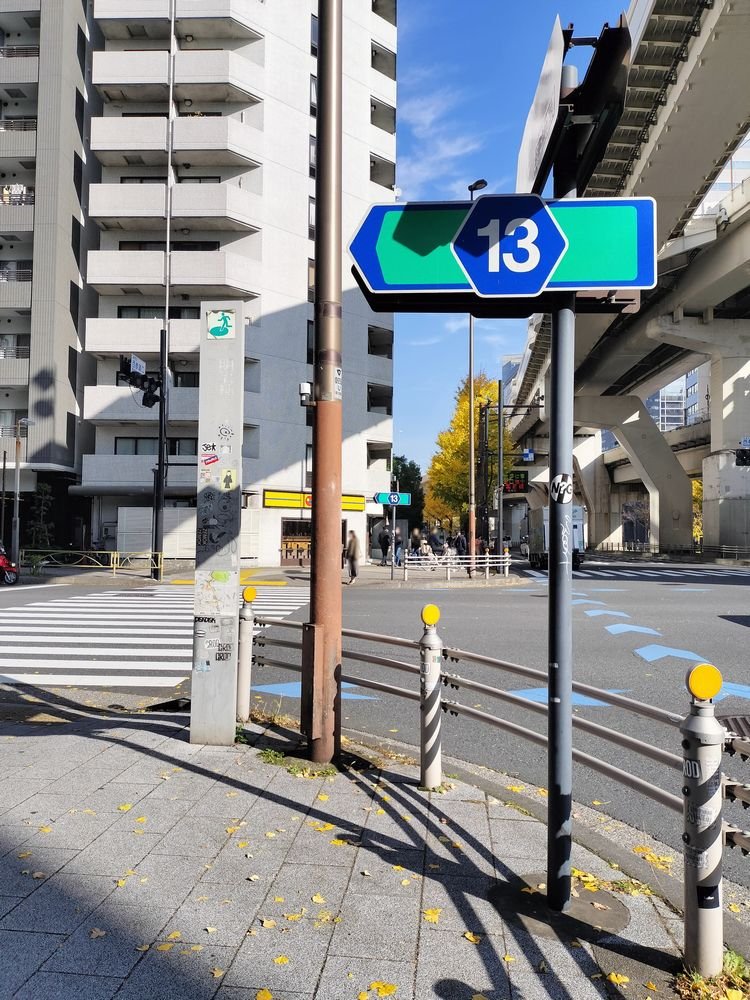
起点付近。十二社通りの路線番号は十三である。
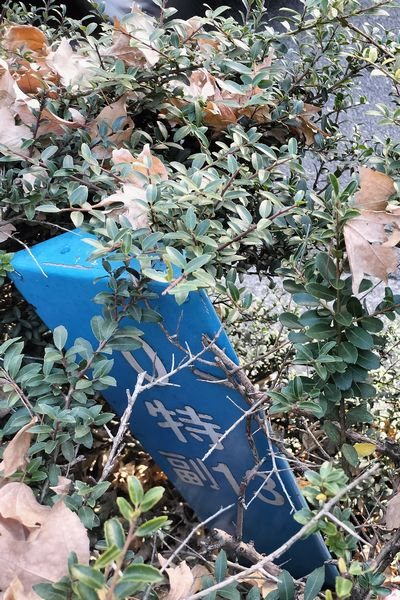
起点の距離標（0 km、西参道口交差点）。
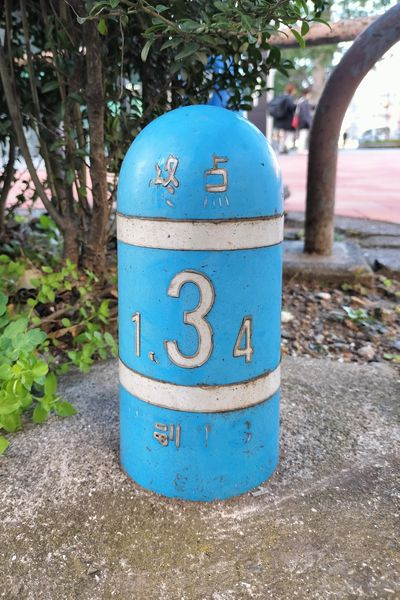
終点の距離標（1.34 km、成子坂下交差点）。

## 歴史
- 1960年（昭和35年）6月15日 - 東京都市計画道路事業の新宿副都心街路第十三号線として、事業開始[1]。
- 1978年（昭和53年）3月31日 - 都市計画道路事業が終了[2]。
- 1987年（昭和62年）8月10日 - 新宿副都心街路として、日本の道100選に選出。

## 交差する道路
- 国道20号・西参道通り - 西参道口交差点、起点
- 東京都道新宿副都心二号線（南通り）・東京都道431号角筈和泉町線（水道道路） - 角筈区民センター交差点
- 東京都道新宿副都心三号線（ふれあい通り） - 新宿中央公園西交差点
- 東京都道新宿副都心五号線（北通り）・東京都道432号淀橋渋谷本町線（方南通り） - 熊野神社前交差点
- 東京都道4号東京所沢線（青梅街道） - 成子坂下交差点、終点

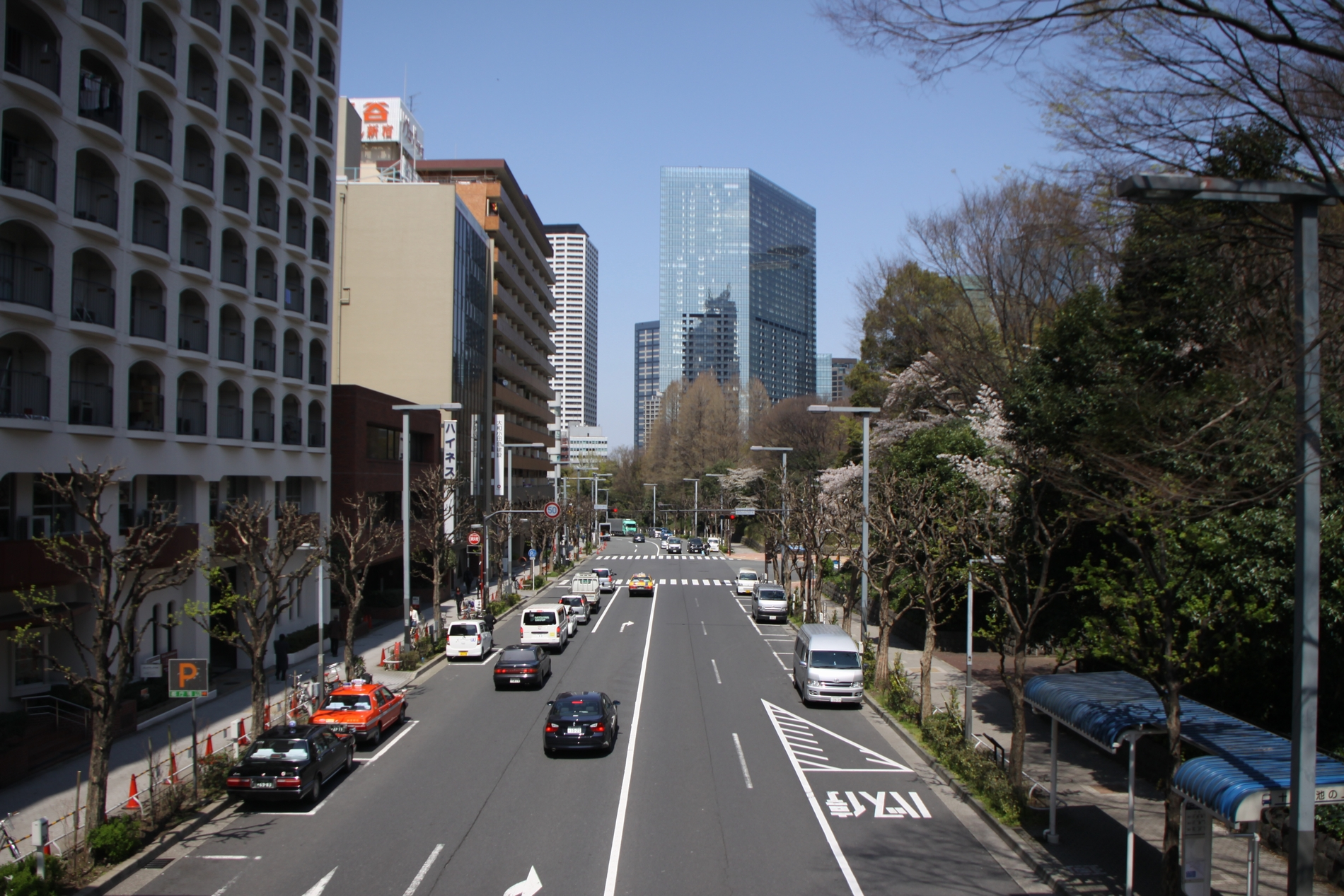
十二社池の上バス停付近
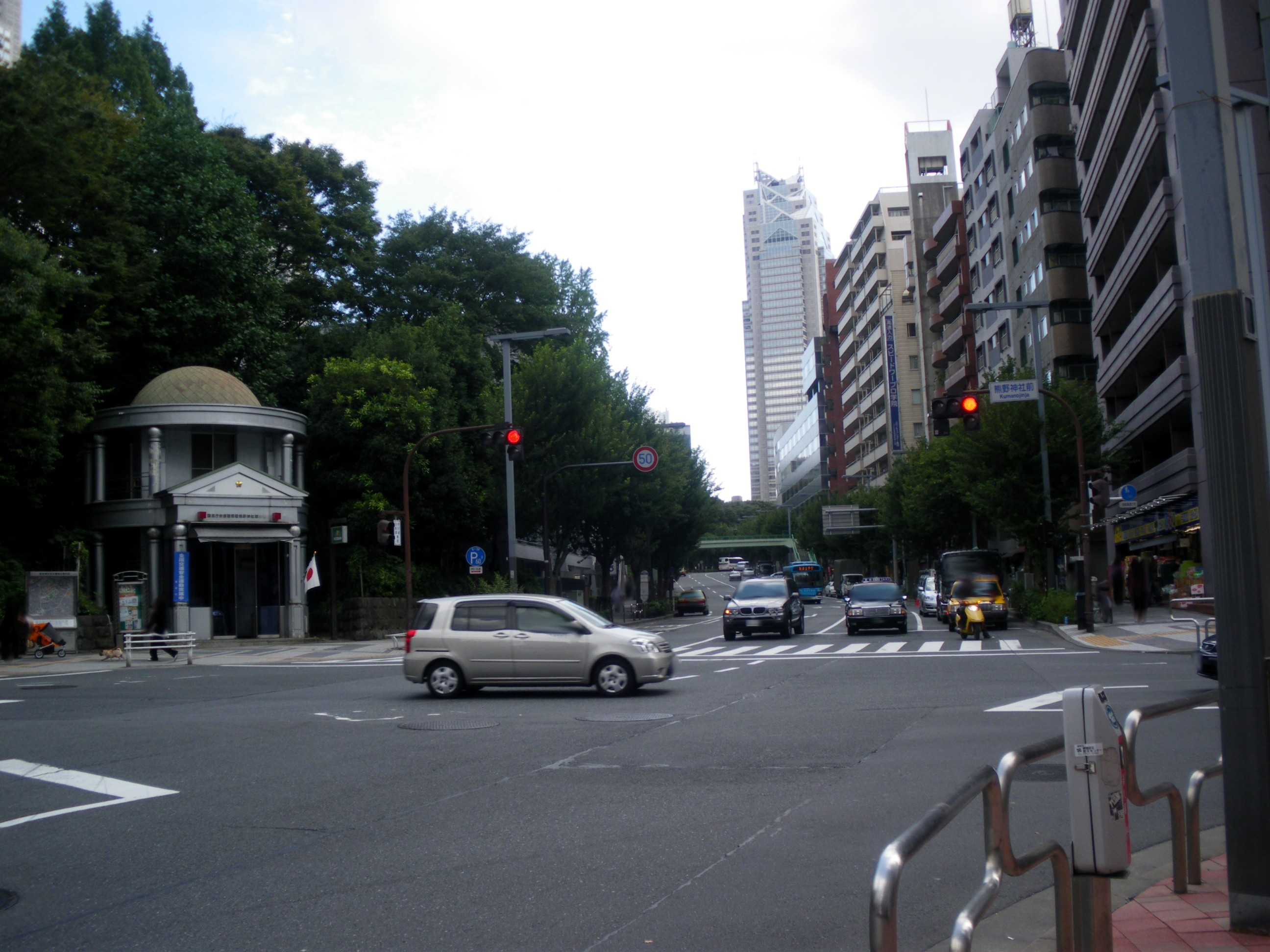
熊野神社前交差点
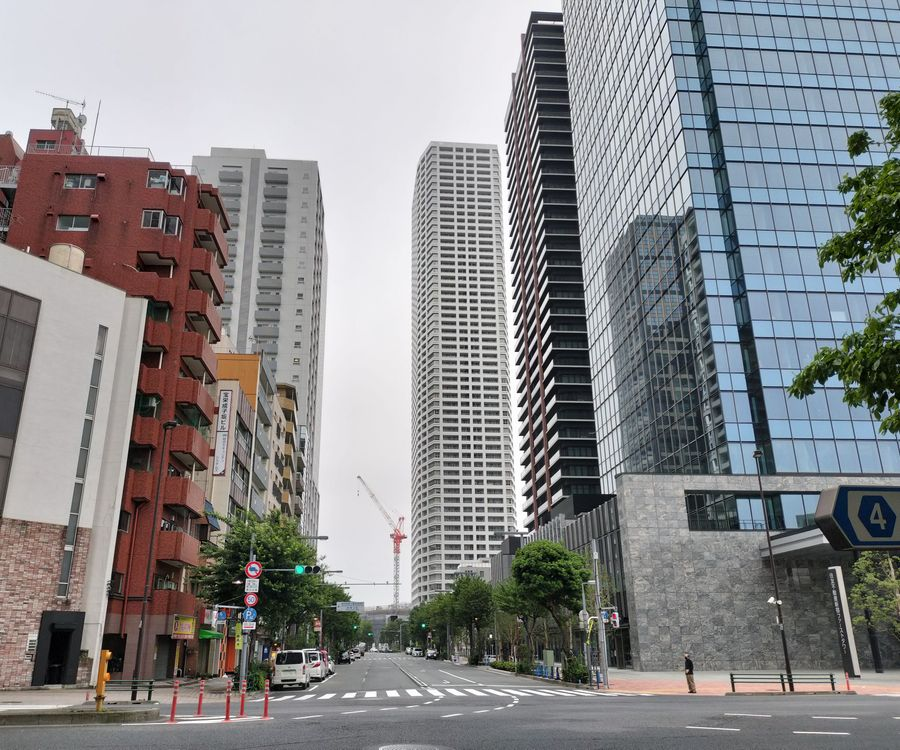
終点である成子坂下交差点

## 通称の由来
沿道の西新宿四丁目付近が、熊野神社の別名である「十二社（じゅうにそう）」という町名だったことに由来する。十二社では、1892年（明治25年）淀橋浄水場の建設で、十二社大滝が無くなり、1965年（昭和40年）以降の新宿副都心計画で十二社池も無くなった。
現在「十二社」の名を留めるのは、十二社通り、十二社（1959年〈昭和34年〉設立）、十二社商店親睦会（1977年〈昭和52年〉発足）、バス停「十二社池の上」「十二社池の下」とごく僅かである。

## 沿道の施設
- 南
  - メルセデス・ベンツ新宿
  - 新宿パークタワー
  - 萬年屋（カチカメビル）
- 中央
  - 新宿中央公園
  - 新宿区立角筈地域センター
  - 住友不動産西新宿ビル4号館
  - 住友不動産西新宿ビル3号館
  - 十二社熊野神社
  - 東放学園アトリエクマノ
  - 警視庁新宿警察署熊野神社前交番
- 北
  - コンシェリア西新宿 TOWER'S WEST
  - 新宿アイタウン
  - ザ・パークハウス西新宿タワー60
  - アトラスタワー西新宿
  - 住友不動産新宿ファーストタワー

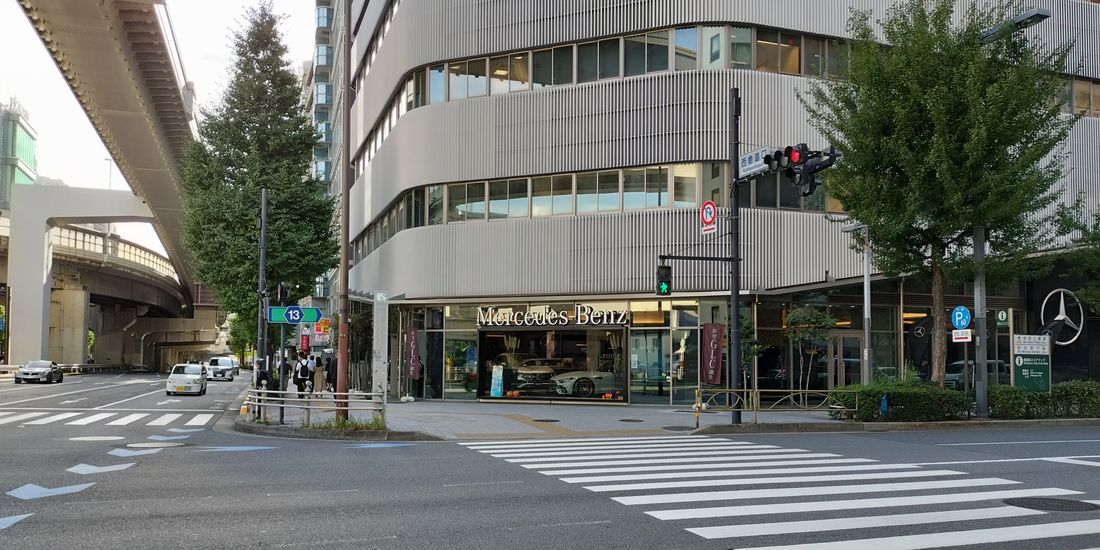
メルセデス・ベンツ新宿
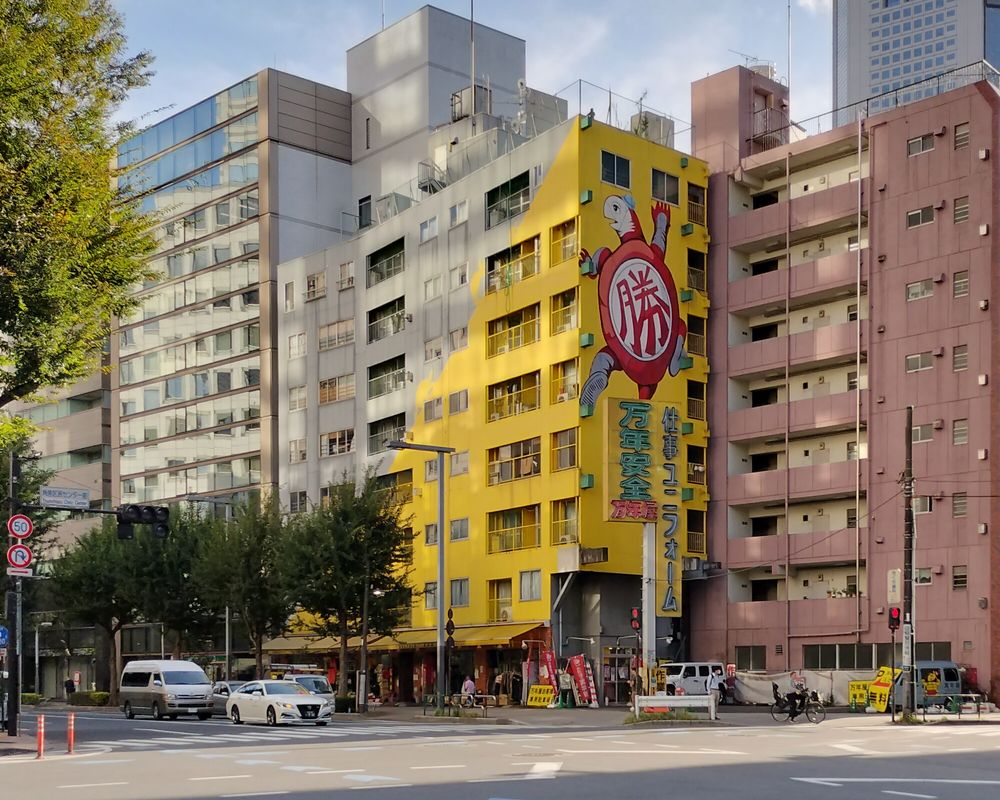
萬年屋（カチカメビル）
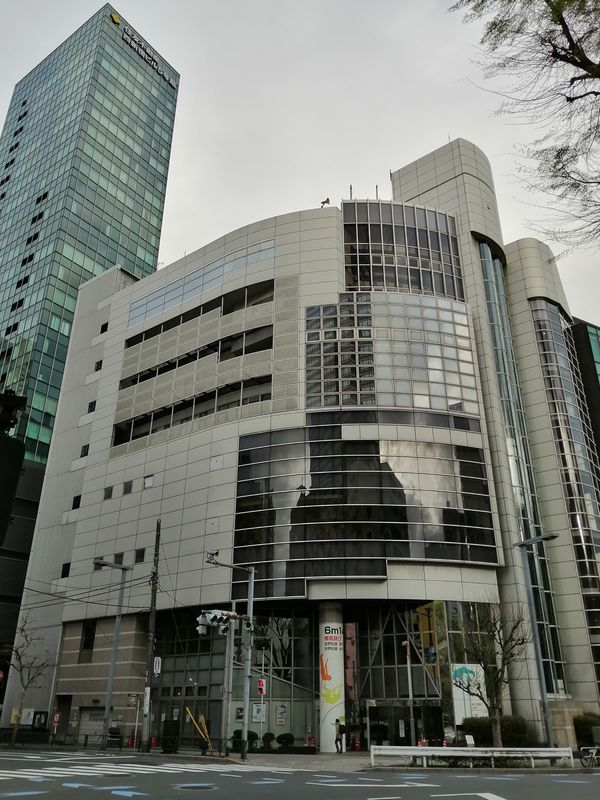
角筈地域センター
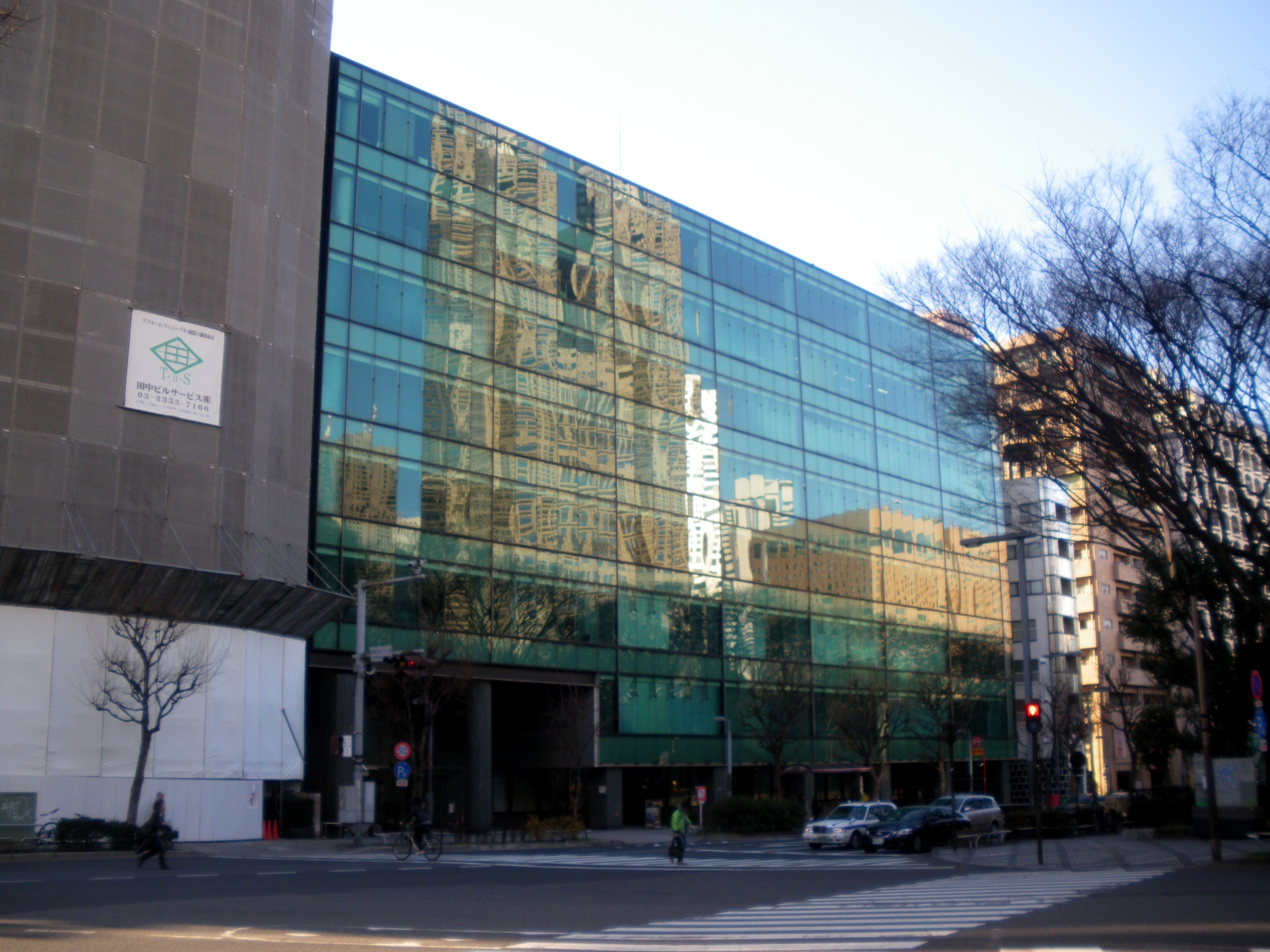
住友不動産西新宿ビル4号館
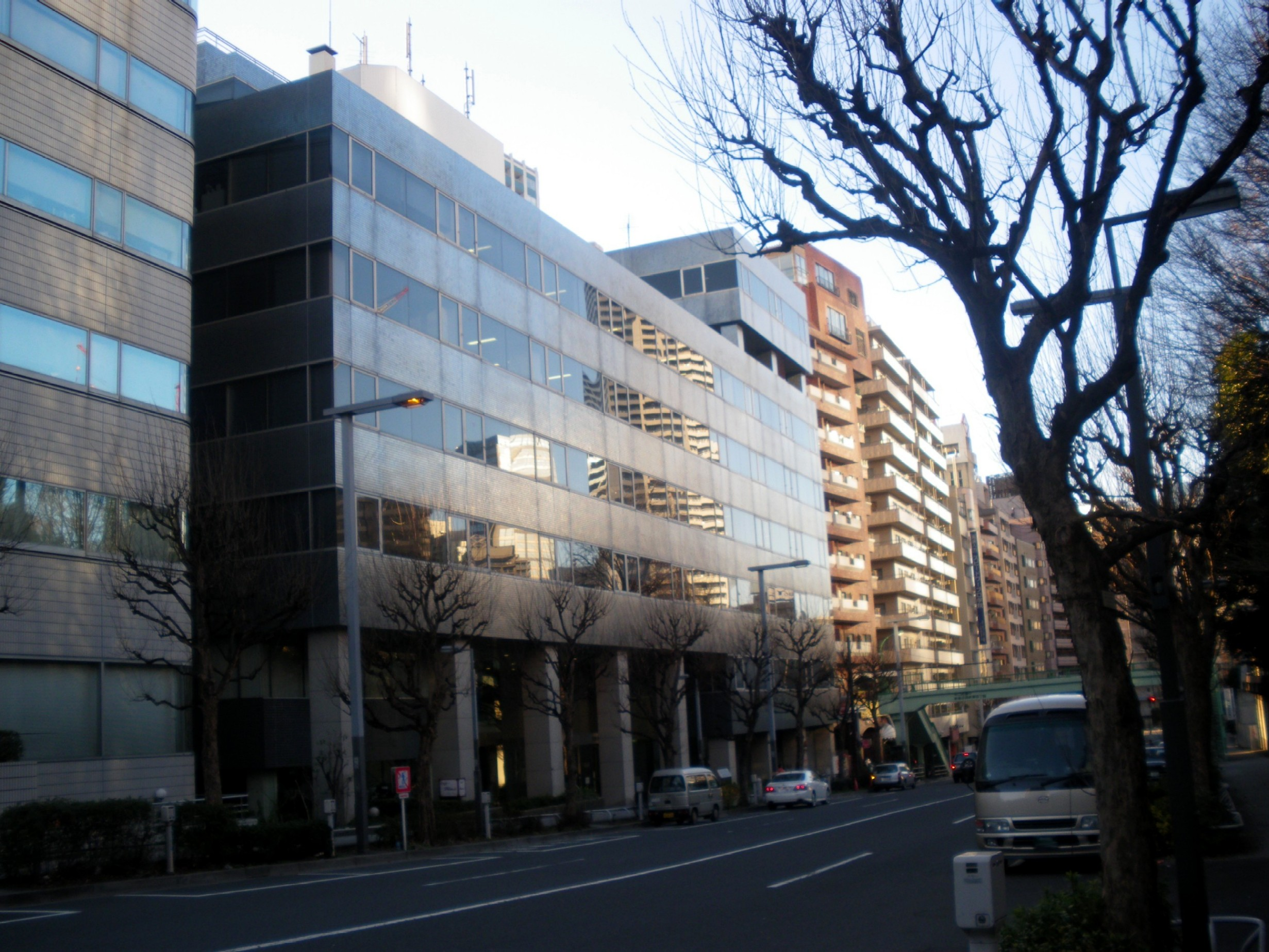
住友不動産西新宿ビル3号館
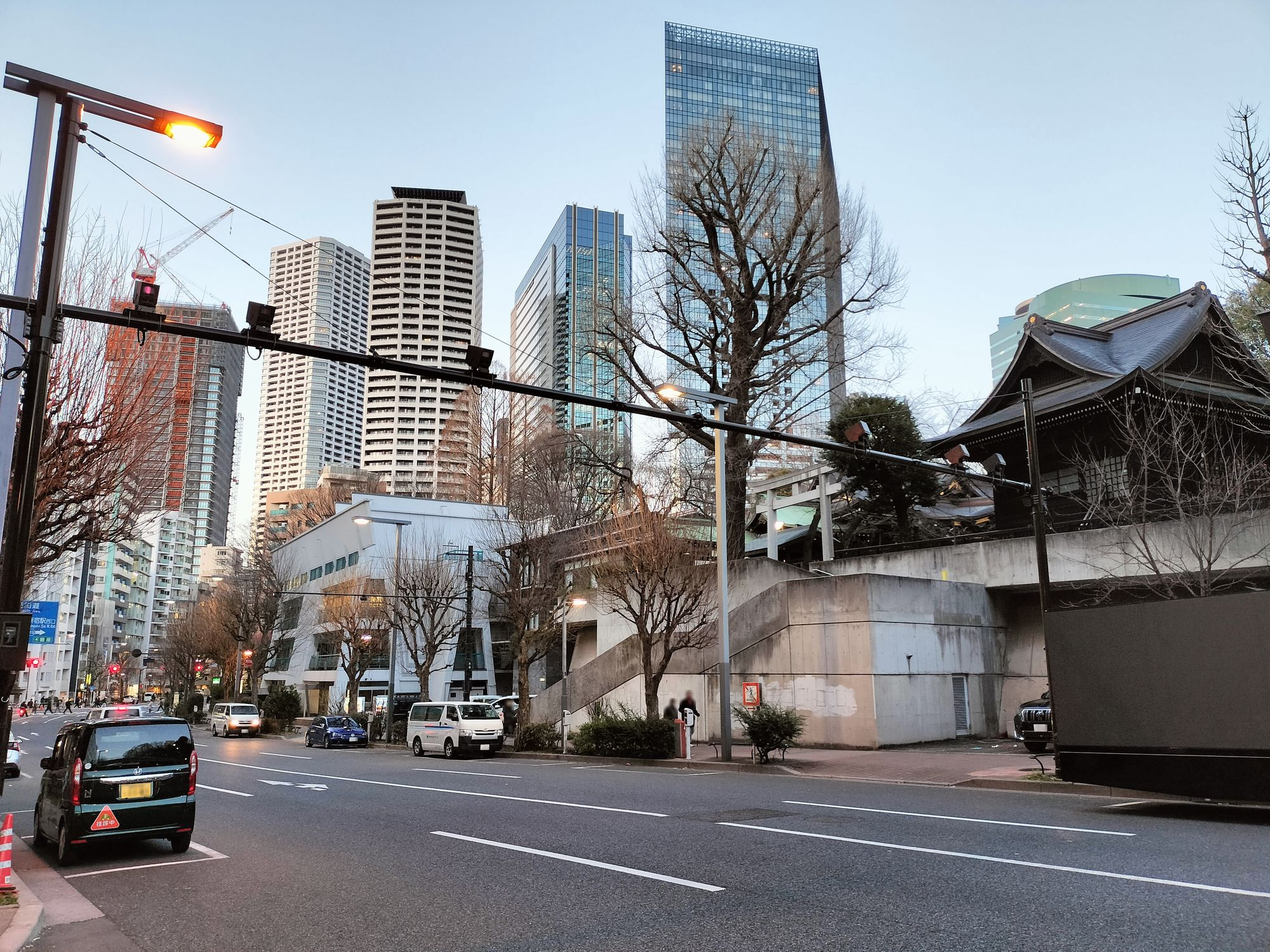
十二社熊野神社
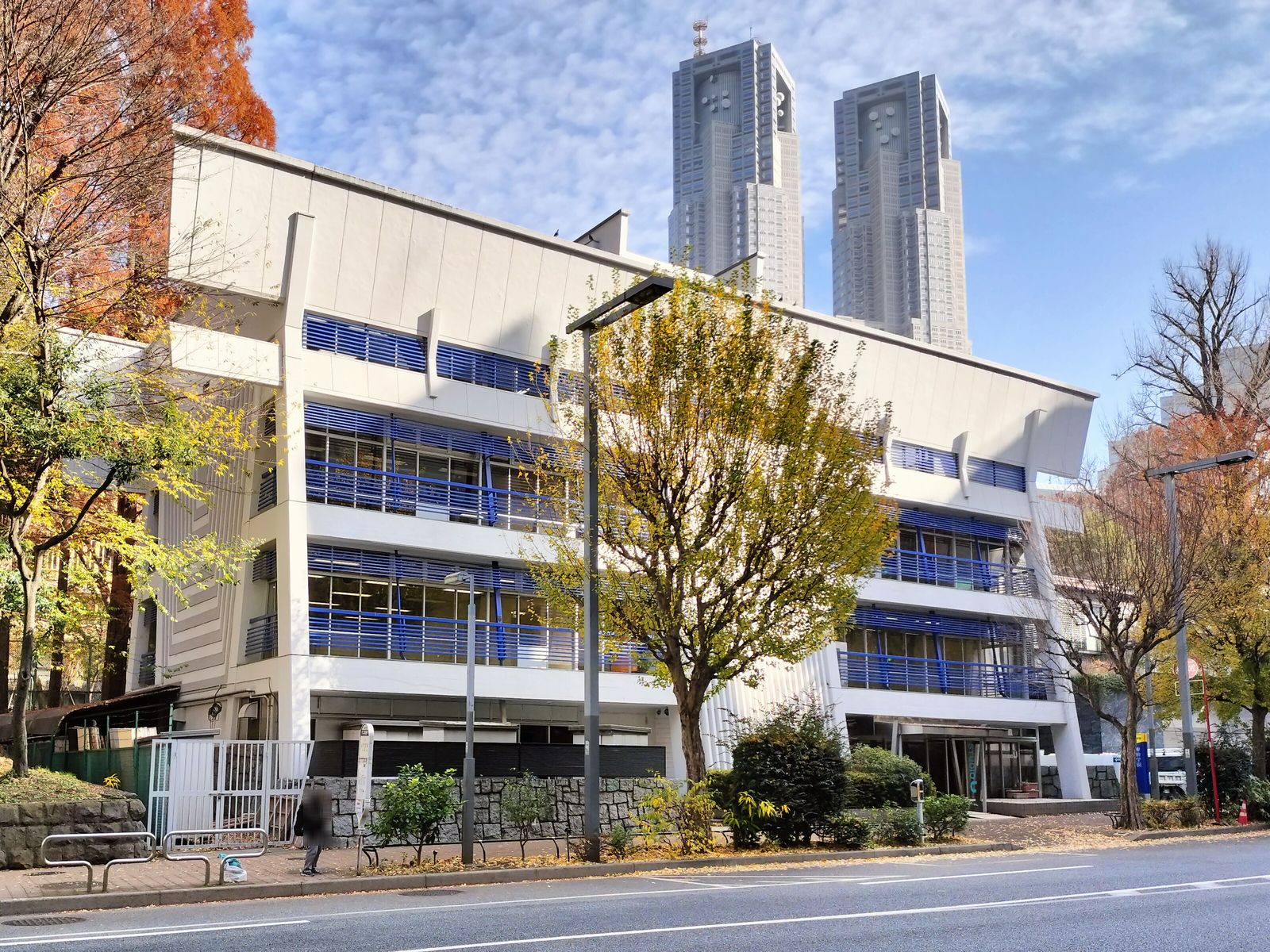
東放学園アトリエクマノ
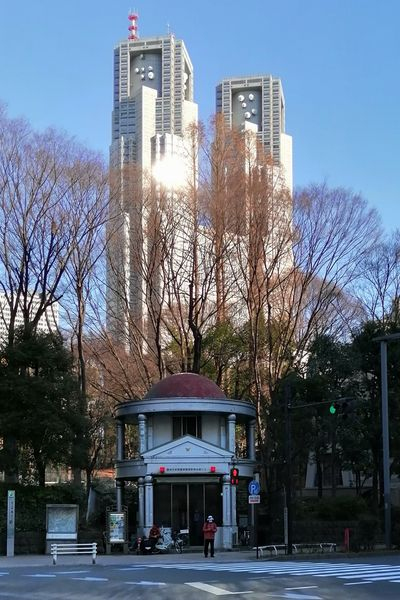
熊野神社前交番

## 関連施設
- 歩道橋
  - 宮前歩道橋1号 - 新宿中央公園の敷地に通ずる。
  - 宮前歩道橋2号 - 熊野神社前にある。
- バス停留所
  - 西参道停留所
  - 十二社池の上停留所
  - 十二社池の下停留所

## 関連道路
- 東京都道新宿副都心四号線（中央通り）
- 東京都道新宿副都心八号線
- 東京都道新宿副都心九号線（東通り）
- 東京都道新宿副都心十号線（議事堂通り）
- 東京都道新宿副都心十一号線（都庁通り）
- 東京都道新宿副都心十二号線（公園通り）